# イアン・マクダーミド
イアン・マクダーミド（Ian McDiarmid、1944年8月11日 - ）は、イギリスのスコットランド東部、アンガス（当時はテイサイド）にあるカーヌスティ出身の俳優、演出家。

## 来歴
スコットランドのセント・アンドルーズ大学を卒業した後（専攻は臨床心理学）、グラスゴーの王立アカデミーで演劇を学ぶ。舞台俳優としてシェークスピアなどの古典劇を演じ、高い評価を得たほか、演出家としても活躍。1990年から2001年までロンドンの劇場アルメイダ・シアターの芸術監督も務めている。2006年には、Faith Healerでトニー賞最優秀助演男優賞（演劇部門）を受賞した。
SF映画『スター・ウォーズ』シリーズ最大の悪役であるシーヴ・パルパティーン / シスの暗黒卿ダース・シディアス / 皇帝役で有名であり、『スター・ウォーズ エピソード6/ジェダイの帰還』と新三部作（エピソード1-3）、および『スター・ウォーズ/スカイウォーカーの夜明け』に出演。舞台俳優らしい巧みな台詞回しと発声の変え方で、温厚で威厳あるパルパティーン元老院最高議長とその正体である邪悪なシスの暗黒卿ダース・シディアス（後の銀河帝国皇帝）とを演じ分けた。エピソード6撮影にあたり、この役柄は当初、役柄の設定により近い年齢の俳優が演じることになっていたが、その俳優が降板したため、同役を演じることとなった。またこの役は他の俳優には演じて欲しくないとも語っている。

## 主な出演作品

### 映画
| 公開年 | 邦題 原題                                                                               | 役名                                    | 備考       | 吹き替え                                                      |
| ------ | --------------------------------------------------------------------------------------- | --------------------------------------- | ---------- | ------------------------------------------------------------- |
| 1980   | ピラミッド The Awakening                                                                | リヒター                                |            |                                                               |
| 1981   | ドラゴンスレイヤー Dragonslayer                                                         | Brother Jacopus                         |            |                                                               |
| 1983   | スター・ウォーズ/ジェダイの帰還 Star Wars: Episode VI - Return of the Jedi              | パルパティーン皇帝 / ダース・シディアス |            | 千葉耕市（ソフト版） 田中明夫（日本テレビ版）                 |
| 1983   | ゴーリキー・パーク Gorky Park                                                           | アンドレーエフ                          |            |                                                               |
| 1988   | ペテン師とサギ師/だまされてリビエラ Dirty Rotten Scoundrels                             | アーサー                                |            |                                                               |
| 1995   | アニー2 Annie: A Royal Adventure!                                                       | Dr. Eli Eon                             | テレビ映画 | 山野史人                                                      |
| 1995   | 恋の闇 愛の光 Restoration                                                               | アンブローズ                            |            |                                                               |
| 1999   | スター・ウォーズ エピソード1/ファントム・メナス Star Wars Episode I: The Phantom Menace | パルパティーン議員 / ダース・シディアス |            | 小林勝彦（パルパティーン議員） 坂口芳貞（ダース・シディアス） |
| 1999   | スリーピー・ホロウ Sleepy Hollow                                                        | トーマス・ランカスター医師              |            | 篠原大作（ソフト版） 千田光男（テレビ東京版）                 |
| 2002   | スター・ウォーズ エピソード2/クローンの攻撃 Star Wars Episode II: Attack of the Clones  | パルパティーン議員 / ダース・シディアス |            | 小林勝彦                                                      |
| 2005   | スター・ウォーズ エピソード3/シスの復讐 Star Wars Episode III: Revenge of the Sith      | パルパティーン議員 / ダース・シディアス |            | 稲垣隆史                                                      |
| 2017   | ロスト・シティZ 失われた黄金都市 The Lost City of Z                                     | ジョージ・ゴールディ卿                  |            |                                                               |
| 2019   | スター・ウォーズ/スカイウォーカーの夜明け Star Wars: The Rise Of Skywalker              | パルパティーン皇帝 / ダース・シディアス |            | 青森伸 浦山迅（一部のみ）                                     |

### テレビシリーズ
| 放映年 | 邦題 原題                                                                                   | 役名                   | 備考                                                    | 吹き替え                         |
| ------ | ------------------------------------------------------------------------------------------- | ---------------------- | ------------------------------------------------------- | -------------------------------- |
| 1990   | 主任警部モース Inspector Morse: Masonic Mysteries                                           | Hugo De Vries          | エピソード『魔笛 メソニック・ミステリー』               |                                  |
| 1993   | インディ・ジョーンズ/若き日の大冒険 The Young Indiana Jones Chronicles: Paris, October 1916 | レヴィ教授             | エピソード『パリ編/メーキング・オブ・ヤング・インディ』 | 寺島幹夫                         |
| 1997   | 捜査官クリーガン Touching Evil                                                              | ロナルド・ヒンクス     | 2エピソード                                             | 大木民夫                         |
| 2005   | MI-5 英国機密諜報部 Spooks                                                                  | フレッド・ロバーツ教授 | 1エピソード                                             |                                  |
| 2005   | エリザベス1世 ～愛と陰謀の王宮～ Elizabeth I                                                | ウィリアム・セシル     | 2エピソード                                             |                                  |
| 2021   | スター・ウォーズ: バッド・バッチ Star Wars: The Bad Batch                                   | パルパティーン皇帝     | 声の出演                                                | 稲垣隆史（初代） 青森伸（2代目） |
| 2022   | オビ＝ワン・ケノービ Obi-Wan Kenobi                                                         | パルパティーン皇帝     | 2エピソード、Disney+オリジナル作品                      | 稲垣隆史（初代） 青森伸（2代目） |

- 『スター・ウォーズ エピソード3/シスの復讐』サウンド･トラック付録DVD『スター・ウォーズ：ミュージカル・ジャーニー』（進行役）

## 参照
1. 1 2  Ian McDiarmid at Hollywood.com. Retrieved 23 October 2006.
2. 1 2 3  “Ian McDiarmid: 'I don't want anyone else to play Emperor Palpatine'”. www.bbc.com. (2014年10月8日) 2020年6月1日閲覧。